# Dasyatis geijskesi
Dasyatis geijskesi là một loài cá đuối trong họ Dasyatidae, được tìm thấy từ Venezuela đến miền bắc Brazil.